# 井上博文
井上 博文（いのうえ ひろふみ、1964年5月20日 - ）は、日本の実業家、元ソリッドグループホールディングス取締役。

## 経歴
- 1987年4月 - 山一證券株式会社入社
- 1999年3月 - 日本生命保険相互会社入社
- 1999年11月 - 誠成日本株式会社入社
- 2000年8月 - 日本不動産投信株式会社（現・PBAアセットマネジメント株式会社）金融担当部長
- 2001年10月 - 株式会社北野財務部長
- 2002年4月 - 株式会社エー・エム・シー経理財務部長
- 2003年6月 - 株式会社ジッピーズ専務取締役就任
- 2003年6月 - 翼システム関連会社担当責任者
- 2004年11月 - ジャック・ホールディングス（現・ソリッドグループホールディングス）執行役員
- 2005年1月 - 同社取締役
- 2006年2月 - 同社代表取締役社長
- 2007年2月 - 同社取締役副社長（新親会社派遣の役員と社長交代）
- 2007年5月 - 同社取締役
- 2007年6月 - 同社取締役退任
- 2007年6月 - AAフィナンシャルシステムズ(現・SBI オートファイナンス)代表取締役就任